# Luis Undurraga Correa
Luis Eduardo Undurraga Correa (Santiago, 25 de diciembre de 1909 - ibidem, 29 de enero de 1973) fue un abogado, docente y político chileno, miembro del Partido Liberal y posteriormente del Partido Nacional. Diputado por la agrupación departamental de Curicó (1969-1973). Diputado por tres periodos consecutivos por la agrupación departamental de Tarapacá (1945-1957).

## Biografía
Nació el 25 de diciembre de 1909 en Santiago. Hijo de Armando Undurraga Silva y de Berta Correa Ariztía. Casado con Elvira Matta Vicuña tuvo 5 hijos: José Luis, Isabel, Victoria, Patricia y Jaime.
Realizó sus estudios secundarios en el Colegio de los Sagrados Corazones. Luego, ingresó a la Universidad de Chile donde se tituló de abogado en 1932.
Inició sus funciones políticas al integrarse al Partido Liberal en 1939 donde cumplió diversos cargos: fue director general entre 1940 y 1967, miembro de la Junta Ejecutiva desde 1941 a 1957, y presidente desde abril a noviembre de 1965.
En las elecciones parlamentarias de 1945 fue elegido diputado por la 1.ª Agrupación Departamental de Arica, Iquique y Pisagua, para el período de 1945- 1949. Integró la Comisión Permanente de Defensa Nacional; la de Constitución, Legislación y Justicia; y la de Hacienda. También, fue parte de la Comisión Especial de Tarifas Telefónicas (1945-1946) y de la Especial Investigadora de las Actuaciones de la Comisión de Control Económico de los Bienes del Ejecutivo (1946) y de la Especial de Sociedades del Norte en 1947.
En las elecciones parlamentarias de 1949 fue reelecto diputado por la misma Agrupación Departamental, para el período de 1949-1953. Integró la Comisión Permanente de Defensa Nacional; la de Constitución, Legislación y Justicia; y la de Policía Interior y Reglamento; miembro de la Comisión Especial de Ferrocarriles Iquique-Pintados (1950) y Especial Investigadora de la Compra de Aviones Norteamericanos (1951-1952).
En las elecciones parlamentarias de 1953 fue nuevamente electo diputado por la misma Agrupación para el período 1953-1957. Miembro de la Comisión Permanente de Constitución, Legislación y Justicia; la de Defensa Nacional; y de la de Policía Interior.
En 1958 colaboró en la candidatura presidencial de Jorge Alessandri Rodríguez como director del Departamento Electoral.
Ejerció el cargo de consejero en la Línea Aérea Nacional (LAN) donde ocupó dicho cargo desde su fundación hasta 1965.
En 1966 pasó a formar parte del Partido Nacional, formación de la que fue fundador.
En las elecciones parlamentarias de 1969 fue elegido diputado en representación del PN por la 11.ª Agrupación Departamental de Curicó y Mataquito para el período de 1969-1973. Integró la Comisión Permanente de Constitución, Legislación y Justicia; la de Trabajo y Seguridad Social; y la Comisión Mixta para Resolver Dificultades en la Tramitación del Proyecto de Ley que Reforma la Ley Orgánica de Tribunales, 1971.
Falleció en Santiago el 29 de enero de 1973 a causa de una afección cardíaca. Tras su muerte, fue objeto de un homenaje póstumo en la Cámara de Diputados.